# Meisterschwanden–Erlenhölzli

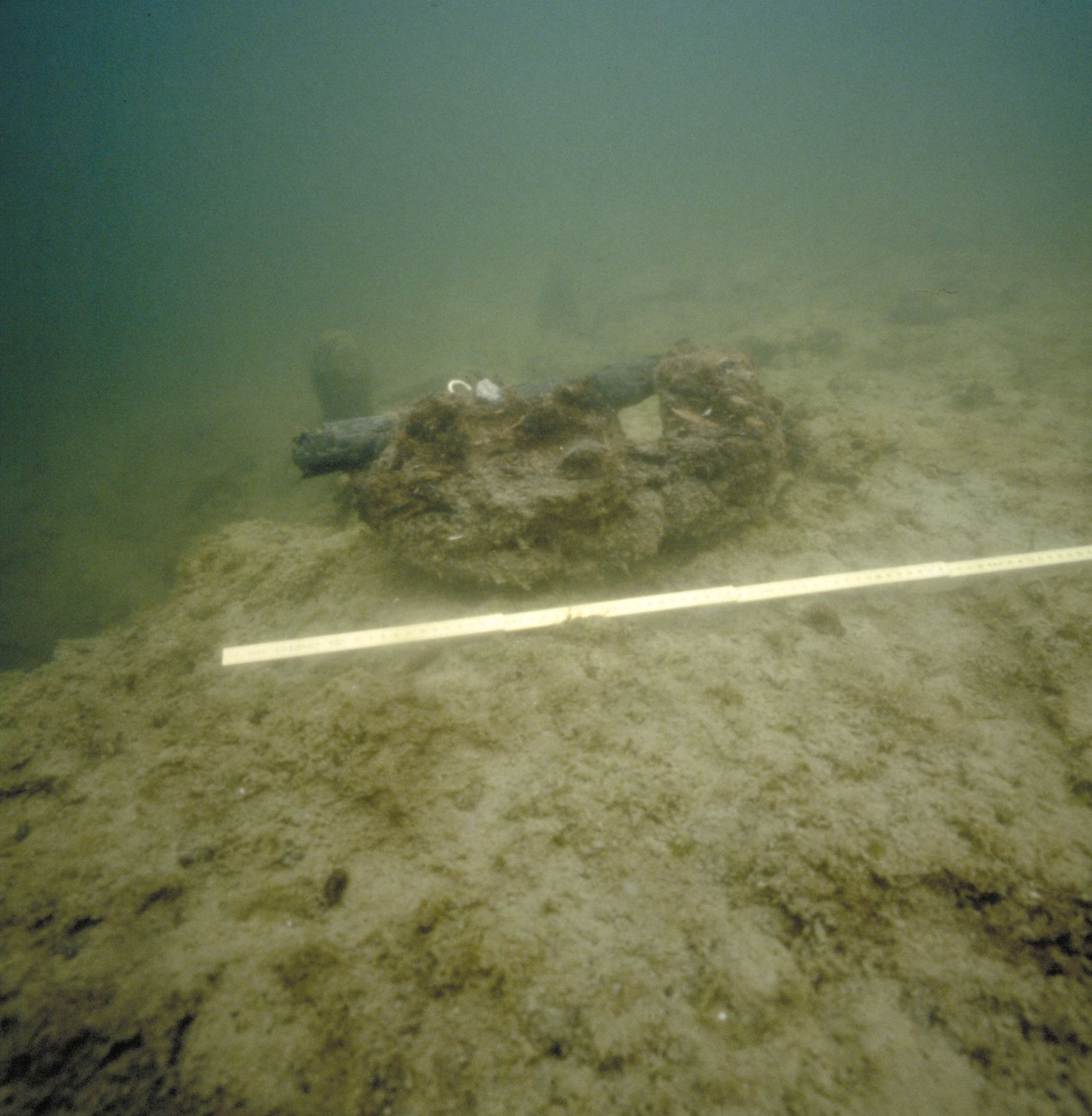
Unterwasseraufnahme (1996): Erosionskante mit herausgebrochenem Kulturschichtblock

Meisterschwanden–Erlenhölzli bezeichnet einen archäologischen Fundplatz in Meisterschwanden im Schweizer Kanton Aargau. Er liegt ungefähr 80 m vom Ufer des Hallwilersees entfernt. Es handelt sich dabei um eine Seeufersiedlung (auch Pfahlbauerdorf oder Palafitte genannt) aus der Jungsteinzeit (4. bis 3. Jt. v. Chr.). Die Fundstelle ist nicht als Welterbe ausgewiesen, aber als assoziierte Fundstelle des UNESCO-Welterbes «Prähistorische Pfahlbauten um die Alpen» anerkannt und geschützt.

## Entdeckung und Erforschung
Der Siedlungsplatz wurde vermutlich 1911 entdeckt, als der Hallwilersee einen ausserordentlich tiefen Wasserstand aufwies. Ein damals sichtbares Pfahlfeld zeichnete sich ungefähr 80 m vom Ufer entfernt als Untiefe im Wasser ab. Die ungefähre Siedlungsausdehnung soll 85 m × 25 m betragen haben. Es wurden 1911 zahlreiche Funde aus Keramik, Knochen und Stein geborgen. Diese weisen den Siedlungsplatz als jungsteinzeitlich aus.
Ab 1920 untersuchte Reinhold Bosch die Fundstelle eingehender. So öffnete er einige Sondierlöcher. Gemäss einer Profilskizze Boschs lag unter einer dünnen Sandschicht eine 10 bis 50 cm dicke «Schilftorfschicht», die zahlreiches Fundmaterial barg. Darunter folgte eine über 4 m dicke Seekreide-Schicht (ohne weitere Kulturschichten).
Während einer Periode der Sammlertätigkeit in den Jahren 1970 bis 1985 wurde bei verschiedenen Tauchgängen weiteres Fundmaterial zusammengetragen (Sammlung Schamböck).
Seit 1996 werden die Reste der Siedlung im Auftrag der Kantonsarchäologie Aargau regelmässig von Forschungstauchern kontrolliert. Einige Funde werden heute (2019) im Museum Burghalde in Lenzburg ausgestellt.

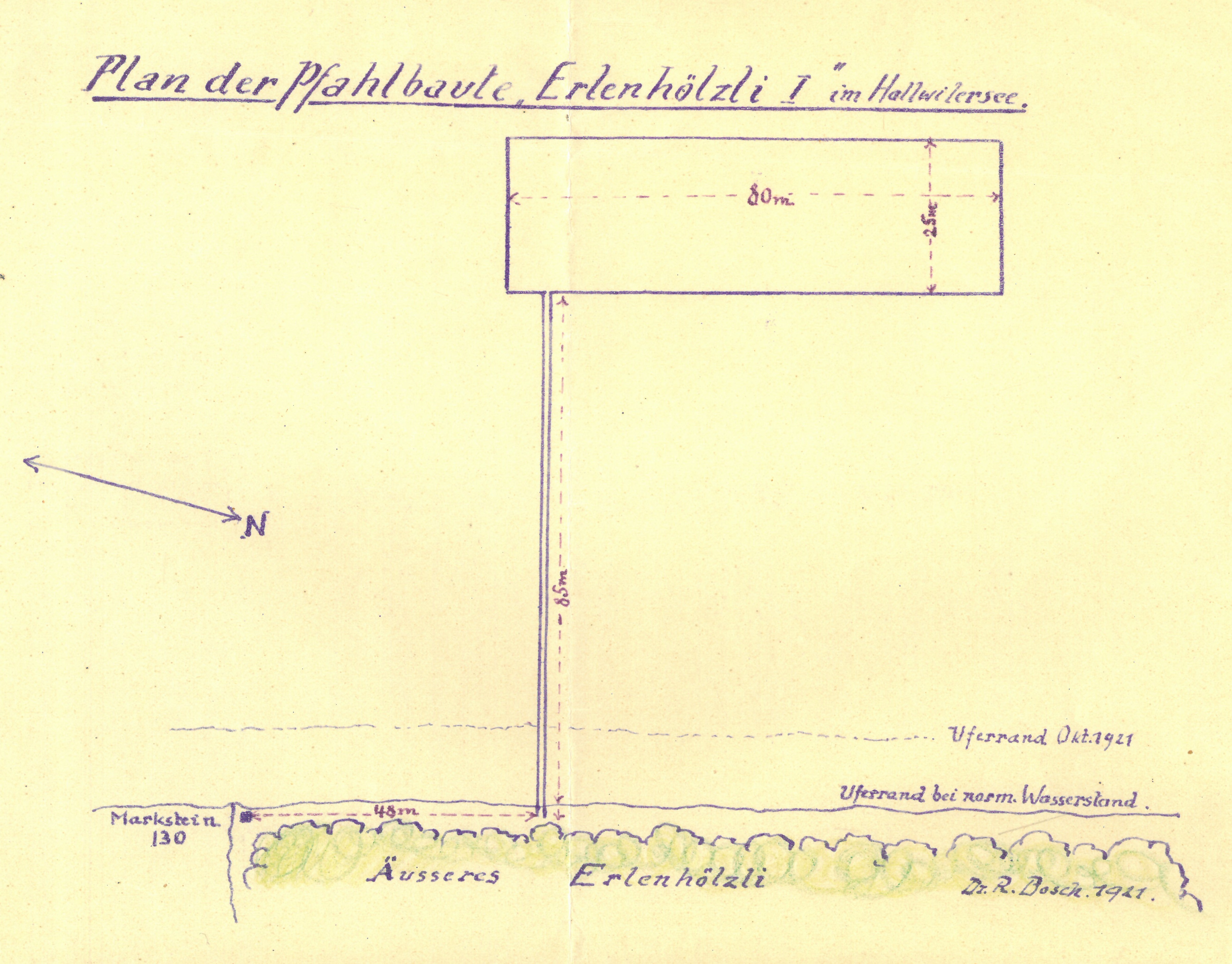
Plan aus dem Jahr 1921 von Reinhold Bosch
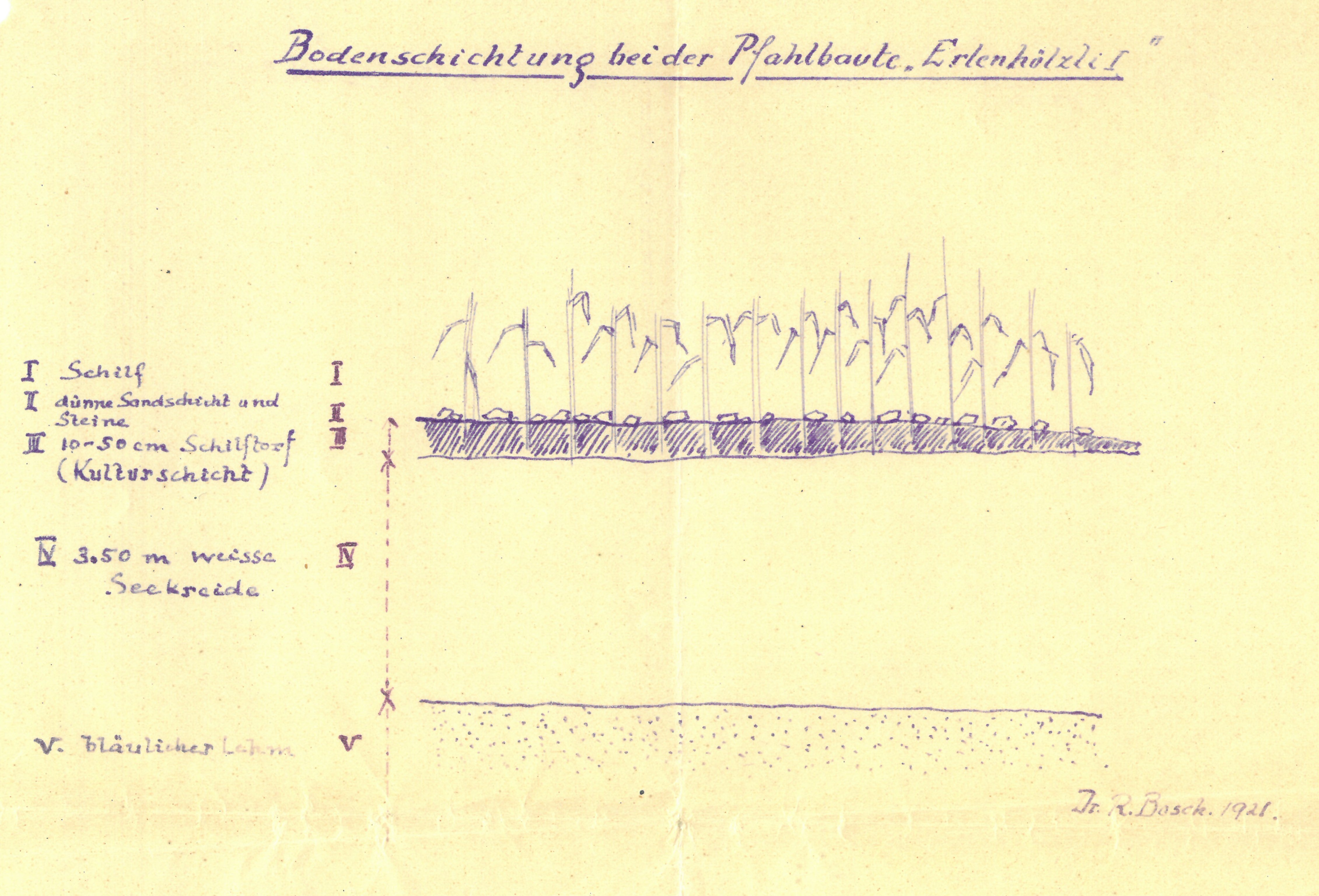
Bodenschichtung, Bosch, 1921

## Fundmaterial und Datierung

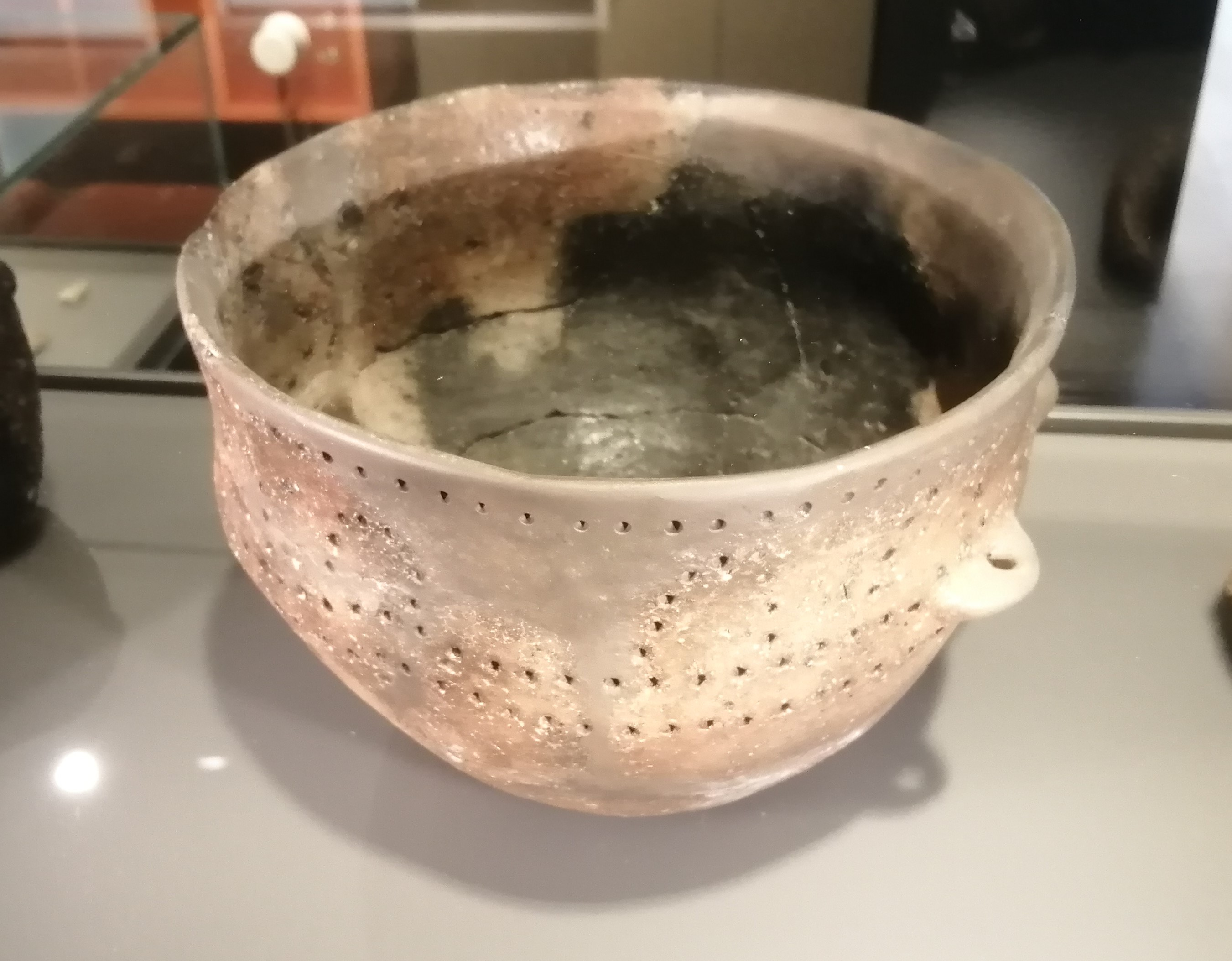
Mit Einstichen verziertes Keramikgefäss aus der Jungsteinzeit

Das Fundmaterial stammt grösstenteils aus den drei «Sammlerperioden» (ab 1911, ab 1920 und ab 1970) als Lesefunde ohne genauer dokumentierten Fundkontext. Der Hauptteil besteht aus einigen hundert, oft kleinfragmentierten Keramikscherben, Artefakten und Abfallmaterial aus Silex und Knochen, einer grösseren Anzahl von Steinbeilklingen, wenigen Hirschgeweih-Artefakten und ein paar Holzobjekten wie Schöpfer, Löffel und einem Pfeilbogenfragment.
Laut Othmar Wey macht das Fundmaterial «nicht gerade einen homogenen Eindruck». Eine präzise Datierung ist deshalb nicht möglich. Grundsätzlich hält Wey das Erlenhölzli ab der späten Cortaillod-Kultur bis in die Zeit der Horgener Kultur für besiedelt. Letztere ist für Wey dominierend vertreten. Die jungsteinzeitliche Seeufersiedlung stammt somit aus der Zeit zwischen 3900 und 2400 v. Chr.
Darüber hinaus fand man auch Artefakte, die in diesem Gebiet kaum zu erwarten wären. Dazu gehören ein Fragment einer sogenannten Streitaxt mit flachem Nacken und eine Schüssel mit einem Einstichmuster aus horizontalen und wellenförmigen Linien. Parallelen dazu finden sich in der Pfyner Kultur der Ostschweiz.

## Der Siedlungstyp Seeufersiedlung
Bei Seeufersiedlungen handelt es sich um archäologisch besonders wertvolle Fundstellen, da im Feuchtbodenmilieu Hinterlassenschaften aus organischem Material erhalten bleiben, beispielsweise Bauhölzer und organische Abfälle, die z. B. bei Zubereitung und Verzehr von Nahrung entstehen (siehe Erhaltungsbedingungen für organisches Material). Die Holzbauten lassen sich mittels Dendrochronologie besonders gut datieren. Allerdings sind die Kulturschichten sehr empfindlich und durch verschiedene menschliche und natürliche Einflusse bedroht.
Der Siedlungstyp der Seeufersiedlung tauchte in der frühen Jungsteinzeit um 4500 v. Chr. auf und verschwand am Ende der Bronzezeit um 850–800 v. Chr. Er war an Seeufern und in Moorgebieten beiderseits der Alpen verbreitet. Die grösste Anzahl fand sich im Schweizer Mittelland. Es handelt sich bei den jungsteinzeitlichen und bronzezeitlichen Siedlungsresten um Dörfer, die von den ersten Ackerbauern und Viehzüchtern in dieser Region errichtet wurden (siehe Neolithische Revolution).
Ein Hauptgrund, warum die jungsteinzeitlichen und bronzezeitlichen Bauern ihre Dörfer auf trocken gefallenen Strandplatten von Seen oder Moorgebieten errichteten, dürfte die Suche nach einer dauerhaften Wasserstelle in Zeiten relativer Trockenheit gewesen sein. Ausserdem dürfte der weiche, kaum bewachsene Baugrund ein Anreiz gewesen sein, da er es erlaubte, Holzpfähle in den Boden zu rammen, die Dach und Wände der Häuser trugen.
Stieg der Seespiegel infolge einer Klimaverschlechterung an, wurde die überschwemmte Siedlung aufgegeben bzw. in ein höher gelegenes Gebiet verlegt. Die Kulturschicht und die organischen Reste wurden dann durch das Wasser und den Schlick konserviert.